# Tetsuo Nakanishi
Tetsuo Nakanishi (中西 哲生?, Nakanishi Tetsuo; Prefettura di Aichi, 8 settembre 1969) è un ex calciatore giapponese, di ruolo difensore.

## Palmarès

### Club

#### Competizioni nazionali
- Coppa del Giappone: 1

Nagoya Grampus: 1995
- J. League Division 2: 1

Kawasaki Frontale: 1999